# 18979 Генріфонг
18979 Генріфонг (18979 Henryfong) — астероїд головного поясу, відкритий 1 вересня 2000 року.
Тіссеранів параметр щодо Юпітера — 3,410.